# Livre blanc de Passfield

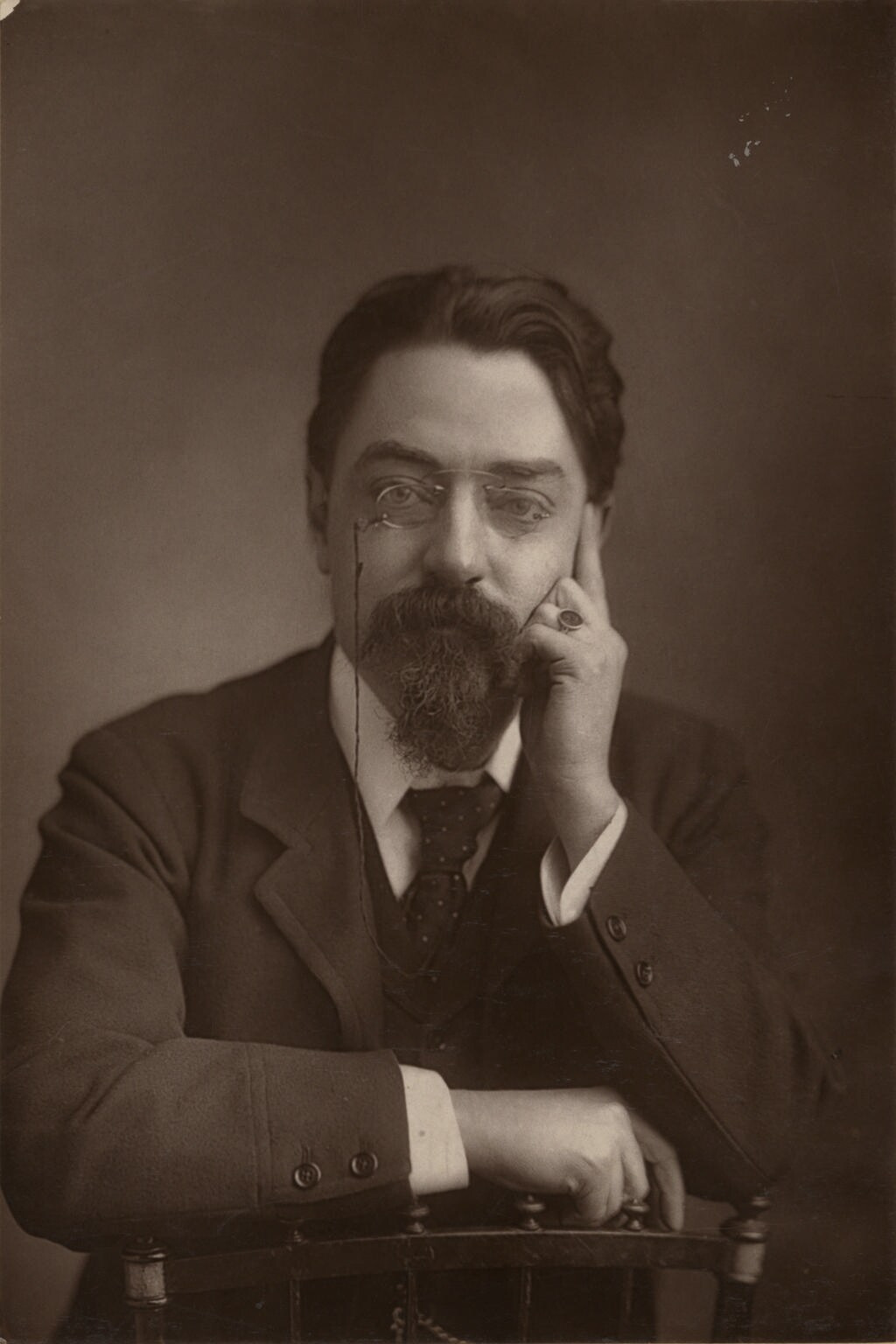
Portrait de Lord Passfield (Sidney Webb)

Le Livre blanc de Passfield (Passfield White Paper), publié le 20 octobre 1930 par le secrétaire d'État aux colonies Lord Passfield (Sidney Webb), était une déclaration officielle  relative à la politique britannique en Palestine. Cette politique avait jusque-là été définie par le  Livre blanc de Churchill de 1922. La nouvelle déclaration résultait de l'enquête de la Commission Hope Simpson (en) sur les causes profondes des émeutes de 1929 en Palestine, déclenchées à propos de l'accès au Mur des Lamentations. Le livre blanc renforçait beaucoup les limitations à l'immigration juive officielle. Le ton du texte était nettement antisioniste, de nombreuses institutions sionistes étant sévèrement critiquées, notamment l'Histadrout et l'Agence juive, qui incitaient toutes deux les Juifs à n'employer que des travailleurs juifs. Comme le rapport de la commission Hope-Simpson, le Livre blanc de Passfield estimait cette politique sioniste dommageable au développement économique de la population arabe. Il concluait que l'immigration juive en Palestine privait les fellahs arabes de leurs terres, que les ventes de terre aux colons juifs devaient à l'avenir être limitées et que les taux de chômage chez les Arabes devaient entrer en considération dans la fixation des taux autorisés d'immigration juive en Palestine. En outre, un conseil législatif devrait être formé pour représenter la majorité (arabe) de la population. À l'appui de l'allégation du livre blanc sur le manque de terre en Palestine, l'épouse de Passfield, Beatrice Webb, affirma qu'il n'y avait « pas assez de place pour y balancer un chat ». 
Le Livre blanc déclarait que le développement d'un foyer national juif en Palestine continuerait à recevoir l'appui des Britanniques, mais n'était pas au centre de leur politique dans la région. Les Britanniques, selon le Livre blanc, avaient l'intention de remplir les devoirs de leur mandat aussi bien envers les Arabes qu'envers les Juifs et ils résoudraient tous les conflits entre ces deux parties selon les besoins respectifs de l'une et de l'autre.
Les sionistes affirmèrent que la politique définie dans le nouveau Livre blanc revenait sur ce qu'ils estimaient être des engagements exprimés par la Déclaration Balfour. Dans le monde entier, leurs organisations lancèrent une vigoureuse campagne contre le document. En Grande-Bretagne, cela amena le Premier ministre Ramsay MacDonald à clarifier le Livre blanc devant la Chambre des communes et, en 1931, dans une lettre à Chaim Weizmann. Cette lettre, connue comme la Lettre de MacDonald, avait pour but d'apaiser les sionistes tout en inquiétant les Arabes le moins possible. Beaucoup de sionistes considérèrent la Lettre de MacDonald comme une rétractation du Livre blanc, ce qui la fit surnommer « le Livre noir » par les Arabes. Cela allait à l'encontre de ce que le Premier ministre avait dit au Parlement le 11 février 1931, à savoir qu'il n'était « pas du tout disposé à donner à la lettre le même statut qu'au document principal », c'est-à-dire qu'au Livre blanc de Passfield. Sa lettre elle-même, d'ailleurs, visait à rendre justice aux « secteurs non juifs de la communauté ». Toutefois, dans les faits, la lettre confirmait le soutien du mandat britannique à l'immigration juive, elle annulait certaines orientations annoncées dans le Livre blanc et elle facilita une immigration croissante lors de la montée de l'antisémitisme en Europe dans les années 1930.